# Lipporn
Lipporn település Németországban, Rajna-vidék-Pfalz tartományban. Lakosainak száma 280 fő (2023. december 31.).

## Népesség
A település népességének változása:
| Lakosok száma | 260  | 292  | 273  | 287  | 266  | 273  | 280  |
|               | 1975 | 2014 | 2017 | 2019 | 2021 | 2022 | 2023 |